# Predestinado: Arigó e o Espírito do Dr. Fritz
Predestinado: Arigó e o Espírito do Dr. Fritz é um filme de drama brasileiro de 2022 dirigido por Gustavo Fernandez e escrito por Jaqueline Vargas. Inspirado na obra Arigo: Surgeon of the Rusty Knife, de John Grant Fuller, o filme é protagonizado por Danton Mello e Juliana Paes e conta a história de um homem simples que se tornou um símbolo de esperança através de suas cirurgias e curas espirituais. O elenco ainda é composto por Marcos Caruso, Marco Ricca, Alexandre Borges, Cássio Gabus Mendes e James Faulkner.

## Enredo
José Pedro de Freitas, conhecido como Zé Arigó (Danton Mello), era um homem simples que residia em Congonhas, Minas Gerais, juntamente com sua esposa Arlete (Juliana Paes). Na década de 1950, época em que o espiritismo não era amplamente conhecido e respeitado no país, Arigó se tornou um símbolo de esperança por meio de suas cirurgias e curas espirituais. Inspirado em uma história real, o filme retrata como Arigó, com a ajuda do espírito do Dr. Fritz (James Faulkner), realizou inúmeras cirurgias espirituais em pessoas do Brasil e do mundo.
Após enfrentar dores de cabeça, insônia e visões, Arigó começou a ouvir vozes e sonhar com uma entidade que se apresentava como Adolph Fritzum, um médico alemão que havia desencarnado durante a Primeira Guerra Mundial. Inicialmente relutante em aceitar a influência dessa alma, Arigó acabou cedendo aos desejos de Fritz, dedicando-se à cura de pessoas que necessitavam de cirurgias espirituais. Apesar da desaprovação da Igreja Católica e das autoridades civis, Arigó estabeleceu uma clínica na Rua Marechal Floriano, em Congonhas, onde chegava a tratar gratuitamente até duzentas pessoas por dia.

## Elenco
- Danton Mello como José Pedro de Freitas "Zé Arigó"
- Juliana Paes como Arlete André de Freitas
- James Faulkner como Adolph Fritzum "Dr. Fritz"
- Marcos Caruso como Padre Anselmo[2]
- Marco Ricca como Juiz Barros[2]
- Cássio Gabus Mendes como Cícero
- Alexandre Borges como Sen. Lucio Bittencourt[2]
- João Signorelli como Chico Xavier[2]
- Antonio Saboia como Juiz Felipe
- Matheus Fagundes como José Tarcísio de Freitas
- Carlos Meceni como Orlandinho
- Maurício de Barros como Dr. Jair
- João Victor Silva como Sidney de Freitas
- Ravel Cabral como carcereiro
- Luiz Adelmo Manzano como narrador da rádio
- Sérgio Cavalcante como Dr. Túlio
- José Trassi como Preto
- Aldo Bueno como Jorge
- Gery Dantas como Eri de Freitas
- Luma Schiavon como tradutora
- Patrick Pereira como Haroldo

## Produção

### Desenvolvimento
Jaqueline Vargas, a roteirista do filme, conduziu entrevistas com familiares do médium e realizou uma ampla pesquisa em fontes diretas e diversos livros para desenvolver o roteiro original. Um dos principais materiais utilizados foi "Arigó e o Espírito do Dr. Fritz", escrito pelo jornalista e escritor inglês John G. Fuller. Predestinado é uma produção da Moonshot Pictures, de Roberto d'Avila, FJ Produções, de Fabio Golombek, e The Calling Production, de James Guyer, com coprodução da Paramount Pictures e Camisa Listrada BH. As gravações de Predestinado foram realizadas nas cidades de Congonhas, Cataguases e Rio Novo, em Minas Gerais, durante o primeiro semestre de 2018.

## Lançamento
A estreia comercial do filme ocorreu em 1 de setembro de 2022 com distribuição em mais de 665 salas de cinema espalhadas por todo o Brasil.

## Recepção

### Análise da crítica
Predestinado foi recebido com avaliações mistas por parte da crítica especializada. Janda Montenegro, em sua análise para o website CinePOP, destaca a habilidade de Gustavo Fernandez em trazer humanidade aos personagens de seu filme, especialmente aos antagonistas. Montenegro destaca que a escolha acertada de Danton Mello e Juliana Paes para os papéis principais evidencia sua vasta experiência e confere profundidade aos personagens, enquanto a produção de arte e figurino recria de forma autêntica o cenário de Minas Gerais nas décadas de 1940 a 1960, sem perder a autenticidade. Ela ainda conclui que o filme é provocador e surpreenderá até mesmo os espectadores mais céticos.
Victor Cierro, do portal Tangerina, disse que o filme, desvinculado de religiões, é uma obra que deve ser apreciada pelos brasileiros. A história verídica de José Arigó é essencial, impactante e aborda o preconceito presente em nosso país. A vida do médium mineiro merece ser retratada nas telonas. Além disso, devido à sua relevância, a produção também seria adequada para uma série de streaming, onde Danton Mello poderia facilmente protagonizar como o salvador de vidas.
Segundo Maria Gabrielle, do Estação Nerd, o filme apresenta um antagonismo evidente entre a igreja católica e o médium, representado pelos confrontos entre Padre Anselmo, interpretado por Marcos Caruso, e Arigó. Além disso, o roteiro aborda questões como falsos profetas e as hesitações do protagonista em aceitar sua missão, assim como o sofrimento de seus familiares, que acabam sendo colocados em segundo plano. Essa dinâmica é destacada pela excelente atuação de Juliana Paes como Arlete, esposa de Arigó, uma mulher determinada que não abandona seu marido e continua a exercer seu ofício de costureira.